# Apanteles thujae
Apanteles thujae är en stekelart som beskrevs av Muesebeck 1935. Apanteles thujae ingår i släktet Apanteles och familjen bracksteklar. Inga underarter finns listade i Catalogue of Life.